# Nová republika
Nová Republika (anglicky New Republic) je vesmírné státní společenství ve fiktivním světě Star Wars. V hlavní sérii filmů se vyskytuje v prvním díle (Síla se probouzí) třetí filmové trilogie, také byla naznačena či se vyskytla ve vedlejších dílech. Pro potřebu rozlišit nový stát od předchozího, získala Republika před Impériem přízvisko „Stará“, kdežto obnovená republika po zaniklém Impériu byla pojmenována jako Nová. Nová republika oproti staré trvala jen krátce, pouhých třicet let, během nichž byla nucena válčit s pozůstatky Impéria. Nakonec podlehla nově se formujícím stoupencům Impéria a temné strany.

## Dějiny
Nová republika oficiálně vznikla roku 4 ABY poté, co povstalci porazili Impérium. Po pádu Galaktického impéria byla znovu vyhlášena republika, podobně jako tomu bylo před nástupem kancléře Palpatina k moci. Oproti předchozímu zřízení neměla Nová republika centrální planetu jako hlavní město a její senát se pravidelně po určitém období přesouval do jiné soustavy.

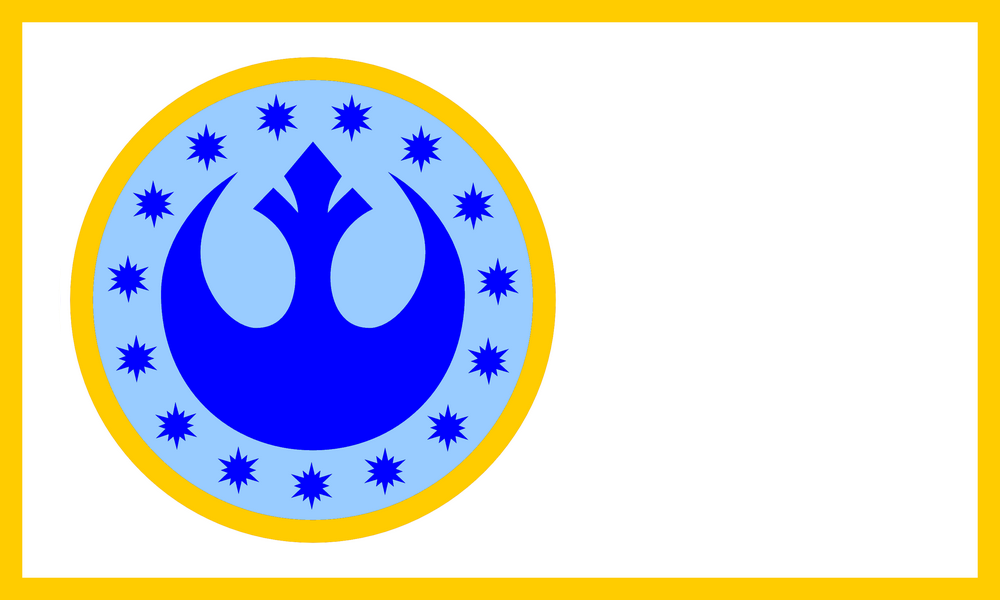
Vlajka republiky v legendách SW

Ze zbytků Impéria později vzešel První řád, vojenská organizace vedená nejvyšším vůdcem Snokem. První řád sestrojil po vzoru zničené Hvězdy smrti zbraň Hvězdovrah, další bitevní stanici ještě větších rozměrů, s jejíž pomocí zničil soustavu Hosnian Prime, tou dobou sídlo senátu Nové Republiky. V roce 34 ABY tímto Nová republika zaniká a začíná válka s Prvním řádem, který se nyní stal hlavní silou v galaxii, a na odpor se mu staví pouze síly Odboje (Resistance).